# Tenuidraconema koreensis
Tenuidraconema koreensis is een rondwormensoort uit de familie van de Draconematidae. De wetenschappelijke naam van de soort is voor het eerst geldig gepubliceerd in 2004 door Rho & Kim.